# NGC 5483
NGC 5483 is een balkspiraalstelsel in het sterrenbeeld Centaur. Het hemelobject werd op 15 maart 1836 ontdekt door de Britse astronoom John Herschel.

## Synoniemen
- ESO 271-19
- MCG -7-29-8
- IRAS 14072-4305
- PGC 50600